# Řád čestné legie
Řád čestné legie (francouzsky Ordre national de la Légion d'honneur) je nejvyšší francouzské státní vyznamenání, založeno v roce 1802 Napoleonem Bonapartem. Uděluje se jednotlivcům nebo organizacím jako uznání za vojenský, kulturní, vědecký nebo společenský přínos Francii. V čele řádu stojí velmistr, jímž je francouzský prezident. Řád má pět hodností: rytíř, důstojník, komandér, velkodůstojník a nositel velkokříže.

## Historie

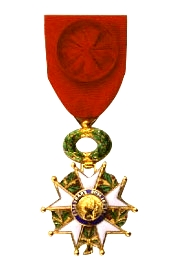
Řád čestné legie – hodnost důstojník, 1880

Řád čestné legie založil 19. května 1802 Napoleon Bonaparte, který v té době zastával úřad prvního konzula. Důvod pro založení nového řádu byl prostý – koncem 18. století byla ve Francii buď zrušena, nebo zanikla všechna vyznamenání, která souvisela s monarchií. Nebylo tedy možné takto ocenit válečné hrdiny. Řád čestné legie byl však od počátku určen nejen pro vojáky, ale i pro civilisty, což bylo v té době novinkou.

## Charakteristika
Řád čestné legie má pět hodností. Nižšími hodnostmi (gardes) jsou rytíř, důstojník a komandér (velitel); vyššími hodnostmi (dignités) pak velkodůstojník a nositel velkokříže. Počty nositelů řádů čestné legie jsou limitovány na 75 nositelů velkokříže, 250 velkodůstojníků, 1250 komandérů, 10 000 důstojníků a 113 425 rytířů. K 15. 7. 2010 bylo aktuálně členy řádu čestné legie 67 nositelů velkokříže, 314 velkodůstojníků, 3009 komandérů, 17 032 důstojníků a 74 384 rytířů.
V čele řádu stojí velmistr, což je funkce zastávaná hlavou státu. Správou řádu je pověřen velkokancléř, který je vybírán z řad nejvyšších vojenských představitelů.
Vyznamenání tvoří pěticípá hvězda, jejíž cípy se dělí na dva paprsky ukončené kuličkou. Na přední straně býval původně obraz Napoleona Bonaparte, od r. 1814 vyobrazení Jindřicha IV. a od r. 1870 je zde vyobrazena ženská hlava Republiky, na zadní straně se kříží korouhve s nápisem Čest a Vlast (Honneur et Patrie). Jednotlivé hodnosti jsou odlišeny barvou hvězdy, tvarem stužky a dalšími atributy. Vyznamenání se nosí na slavnostním oděvu (uniforma či frak), na civilním oděvu se nosí jeho miniatura nebo jen prostá stužka.
Řád čestné legie je kromě jednotlivců udělován též vojenským jednotkám a školám, společenským a humanitárním organizacím či městům. Prvním oceněným městem bylo v polovině 19. století Châlons-sur-Marne, mezi oceněnými je též Bělehrad či Stalingrad.
| Řád čestné legie – Insignie in natura | Řád čestné legie – Insignie in natura | Řád čestné legie – Insignie in natura | Řád čestné legie – Insignie in natura | Řád čestné legie – Insignie in natura |
| ------------------------------------- | ------------------------------------- | ------------------------------------- | ------------------------------------- | ------------------------------------- |
|                                       |                                       |                                       |                                       |                                       |
| Řád čestné legie – Stužky             |                                       |                                       |                                       |                                       |
| Stužka V. třída rytíř                 | Stužka IV. třída důstojník            | Stužka III. třída komandér            | Stužka II. třída velkodůstojník       | Stužka I. třída velkokříž             |

## Čeští ocenění

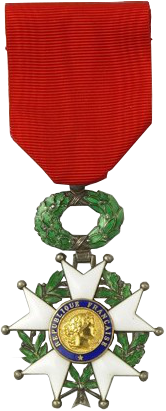
Insignie Řádu čestné legie v hodnosti rytíře

Od počátku byl řád čestné legie udělován též cizincům. Pravděpodobně prvním Čechem, který byl jmenován rytířem Čestné legie, byl ranhojič Johann Seka z Velké Bíteše, kterému předal vyznamenání samotný Napoleon po bitvě u Slavkova, v níž ošetřoval raněné francouzské vojáky. Toto vyznamenání je ve sbírkách Národního muzea v Praze. 
Jsou pouze tři civilisté v hodnosti komandéra:  
- Marie Chatardová (velvyslankyně ve Francii) – komandér v roce 2016
- Otakar Motejl (ombudsman) – komandér v roce 2000
- Josef Šusta (historik, politik) – komandér v roce 1934

Celkem bylo vyznamenáno šest žen: 
- Marie Chatardová (komandér v roce 2016)
- Marta Kubišová (rytíř v roce 2012)
- Anna Šabatová (rytíř v roce 2018)
- Kateřina Šimáčková (rytíř v roce 2021)
- Hana Machková (rytíř v roce 2016)
- Eva Zažímalová (vyznamenaná v roce 2022)